# Liste de musiciens cadiens
Ceci est une liste de musiciens qui exécutent ou ont exécuté la musique cadienne. Les musiciens ne sont pas nécessairement des Cadiens, ni nécessairement de la Louisiane.

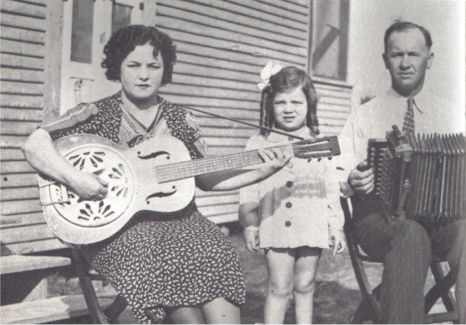
Cléoma et Joe Falcon avec leur fille Lulu.

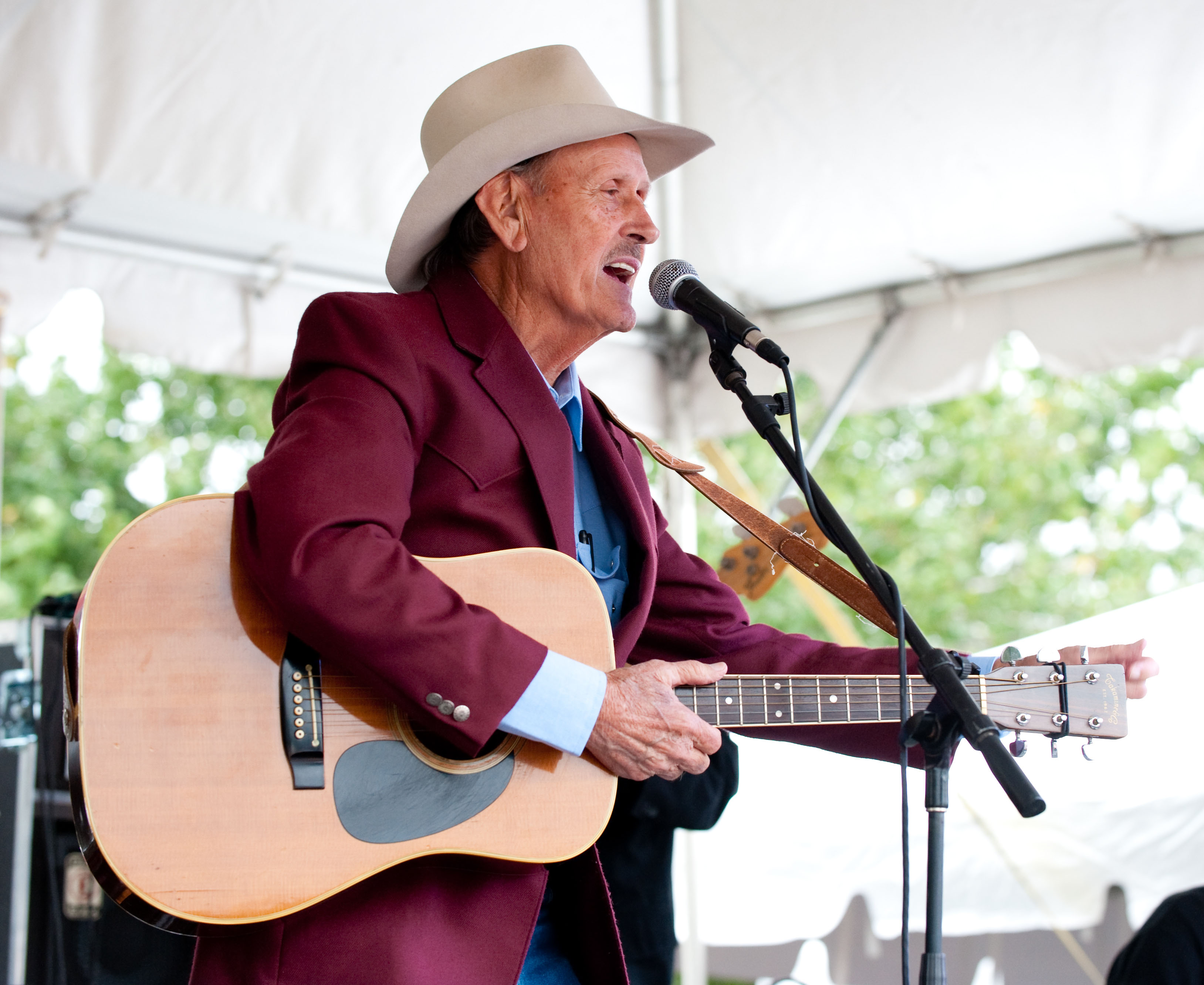
Jimmy C. Newman aux Festivals Acadiens et Créoles (2009).

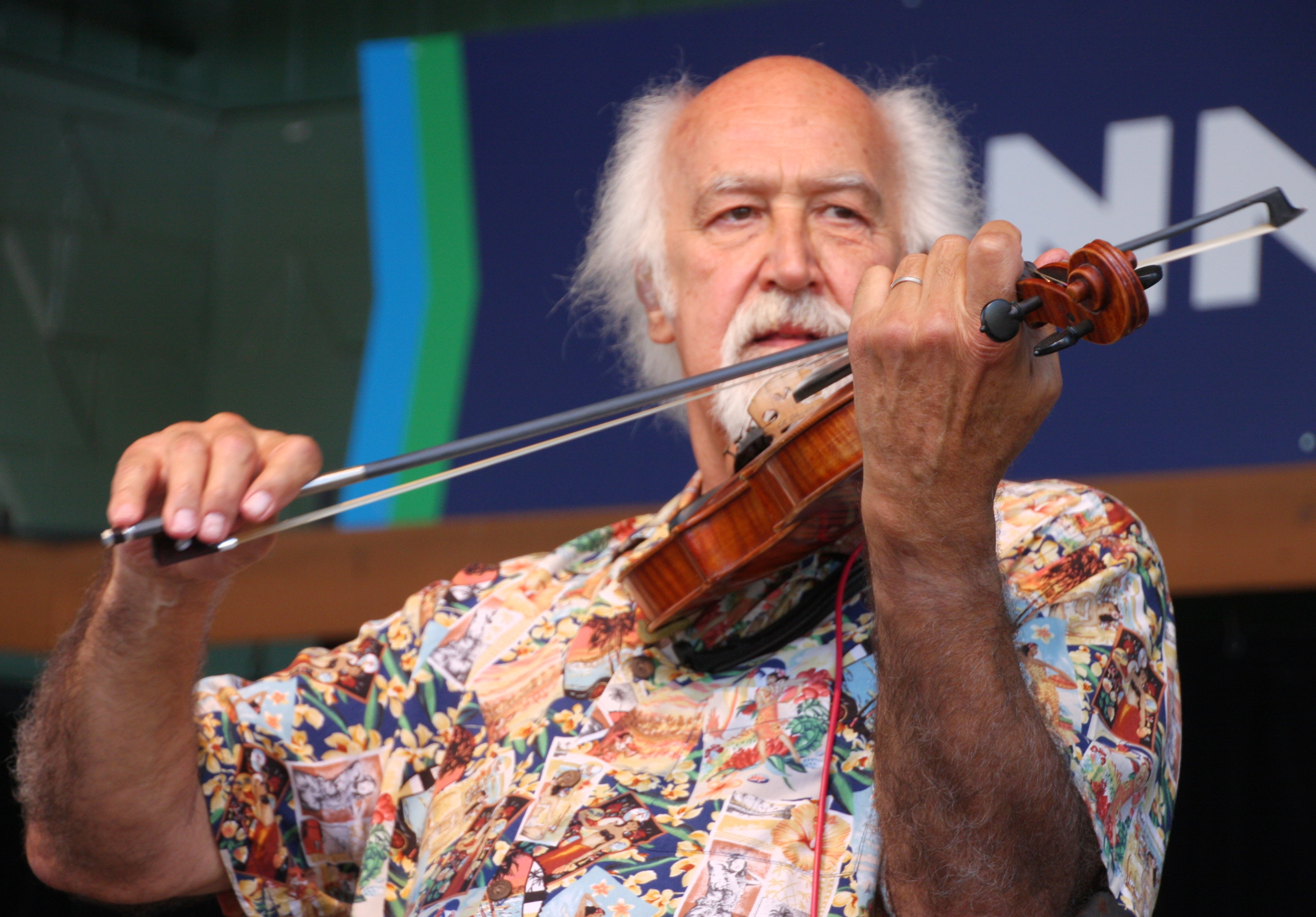
Michael Doucet à la Foire d'État de Minnesota (2016).

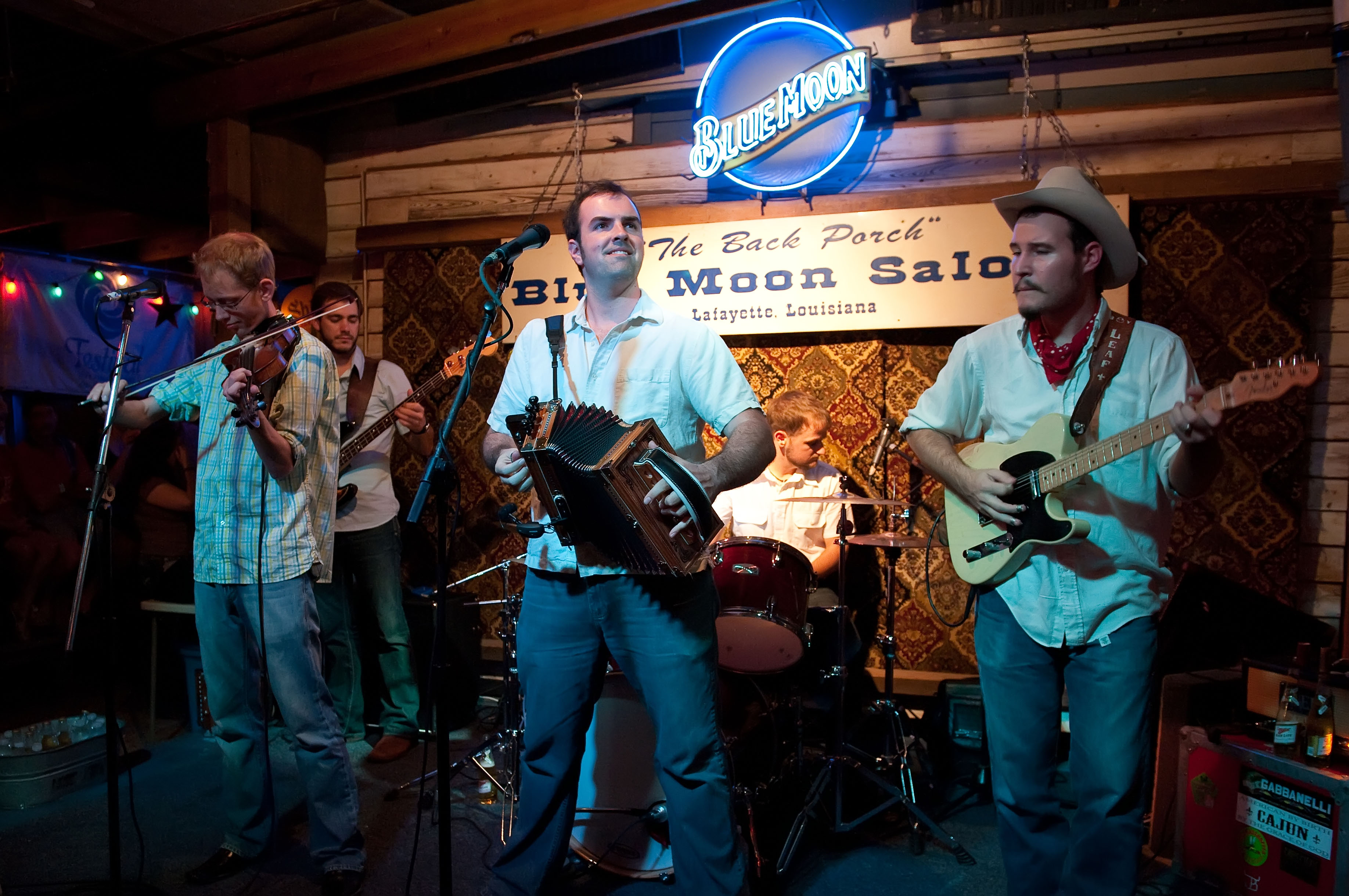
Pine Leaf Boys à Lafayette (2009).

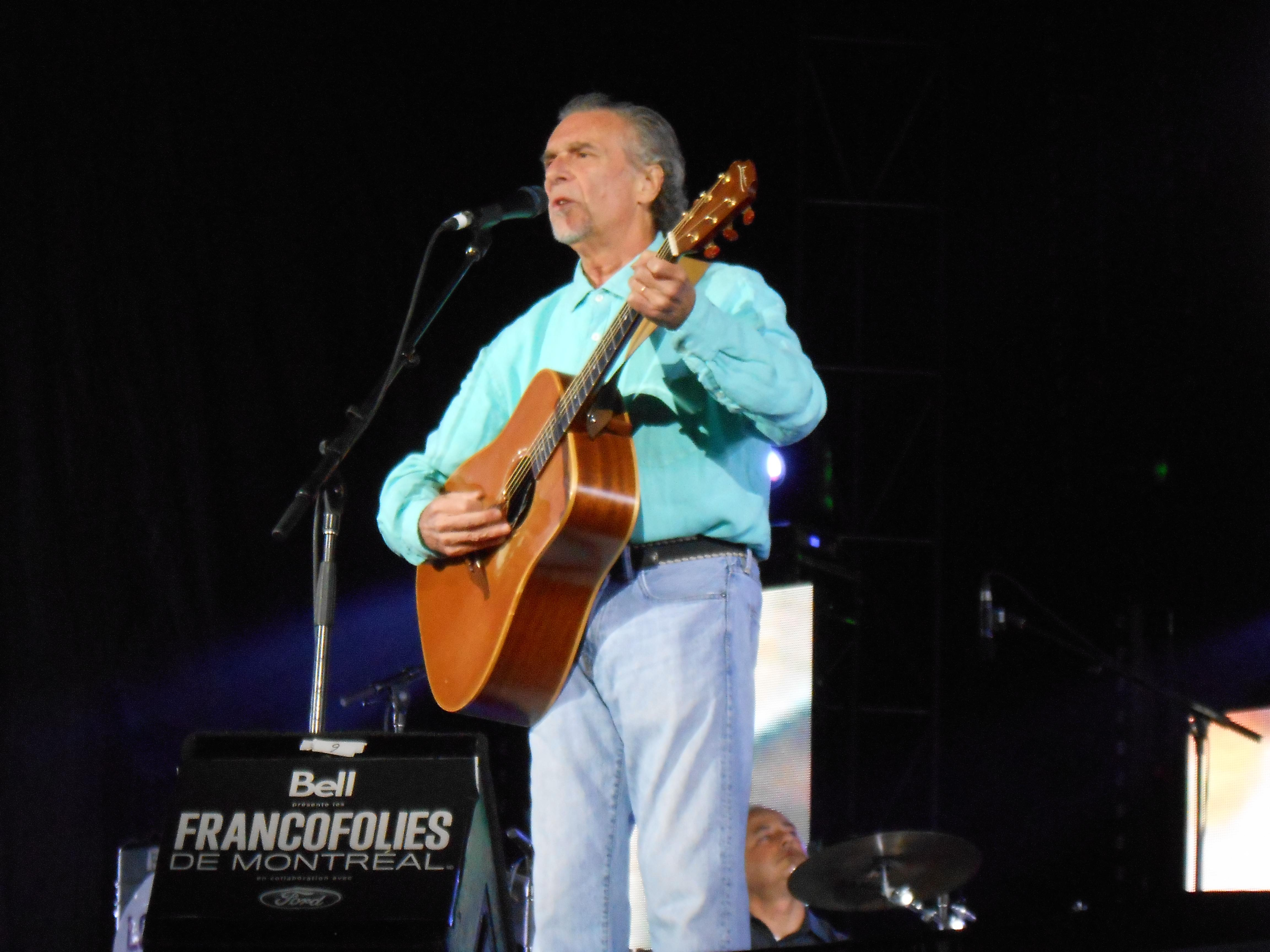
Zachary Richard aux FrancoFolies de Montréal (2013).

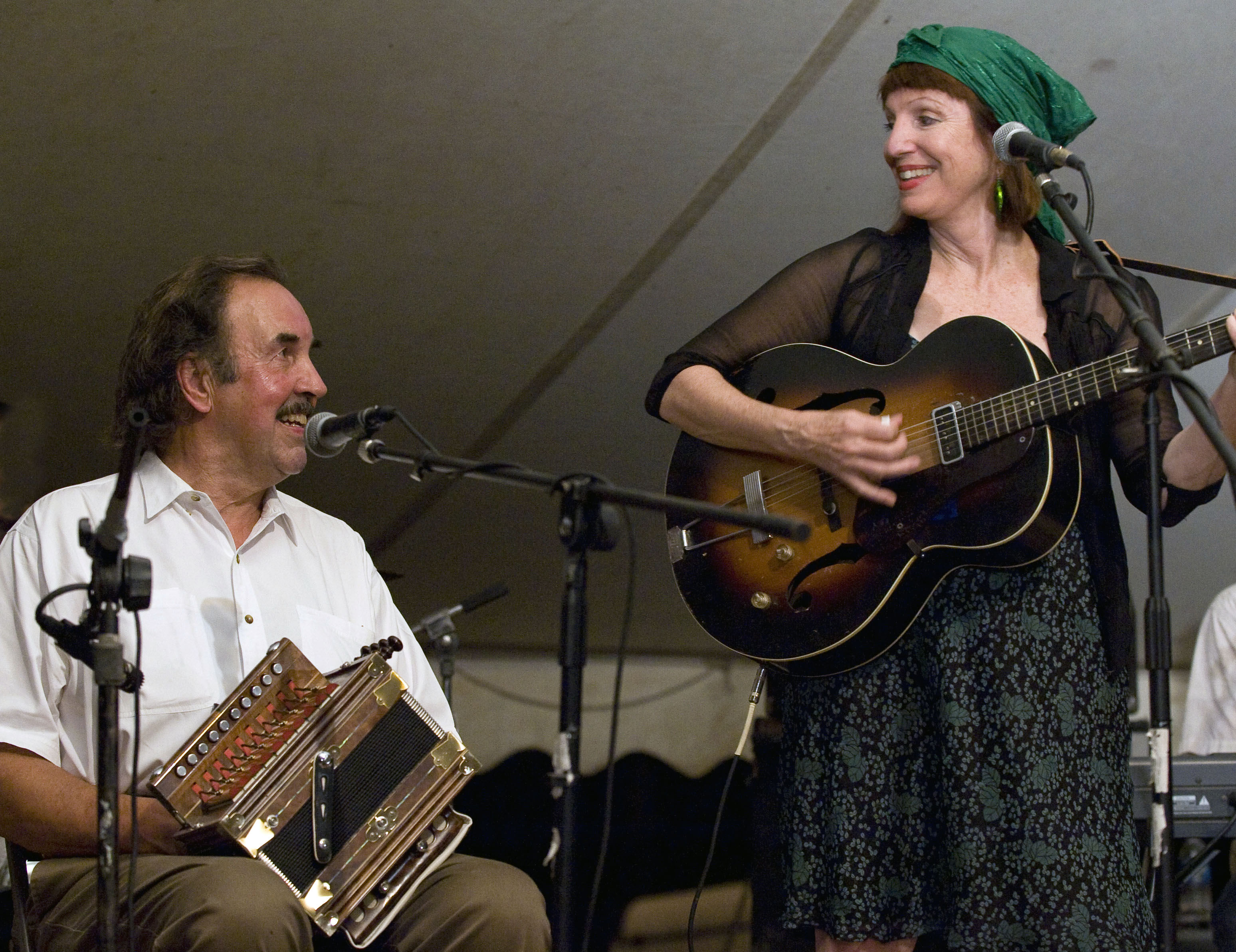
Marc et Ann Savoy en 2009.

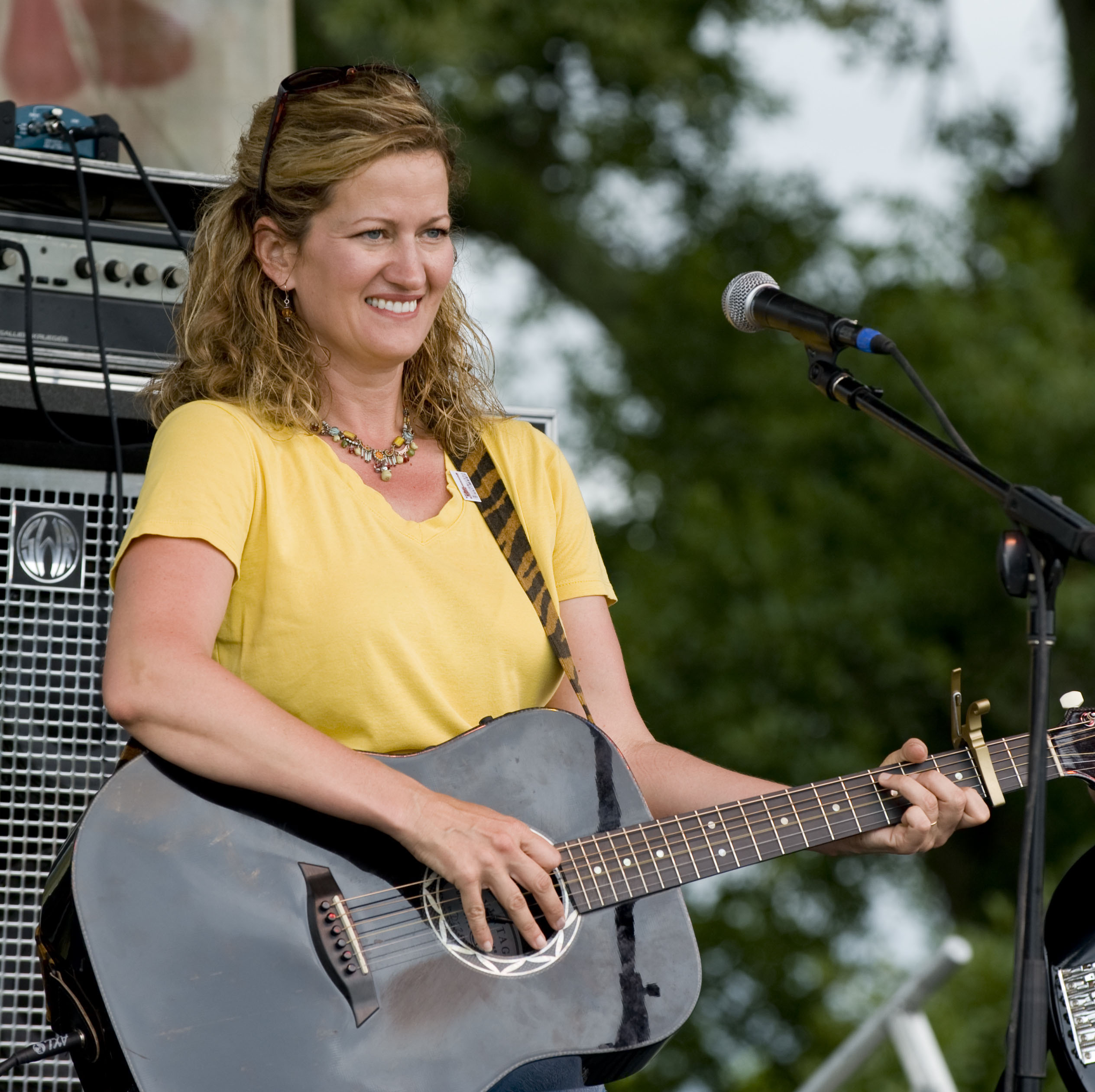
Christine Balfa au festival du Pont Breaux.

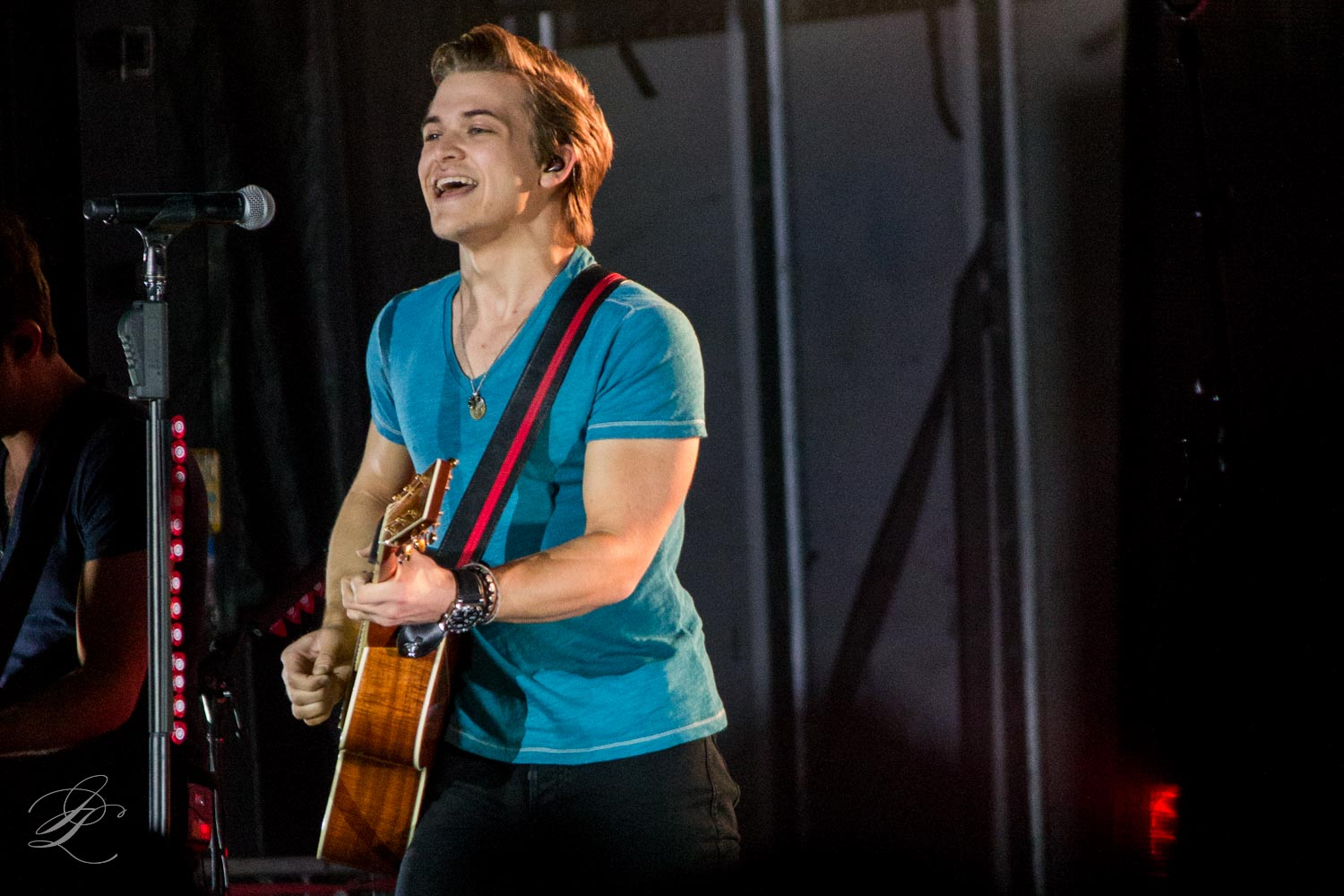
Hunter Hayes à Sterling (2013).

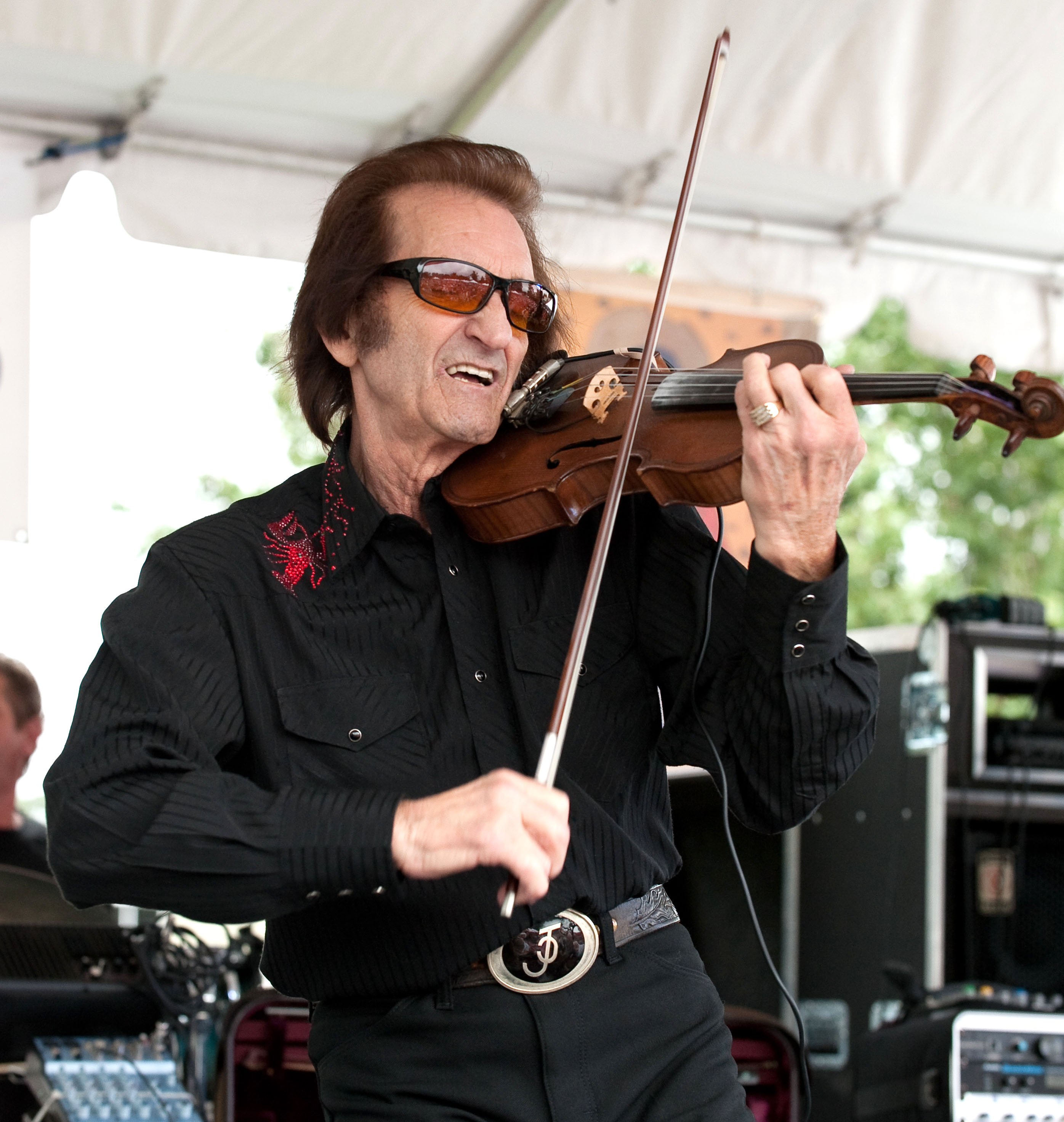
Doug Kershaw aux Festivals Acadiens et Créoles (2009).

## Musique traditionnelle cadienne
- Nathan Abshire[1],[2],[3],[4]
- Alphonse Ardoin[3]
- Amédé Ardoin[2],[3],[5],[6]
- Vin Bruce[6],[7]
- Cléoma Falcon[1],[3],[5]
- Joe Falcon[1],[3],[5],[8]
- Canray Fontenot[2]
- The Hackberry Ramblers[2],[3],[5],[9]
- Iry LeJeune[1],[3],[5],[7],[10]
- Dennis McGee[1],[2],[3],[5],[11]
- Jimmy C. Newman[5],[6]

## Renaissance cadienne (années 1950 à 1970)
- Dewey Balfa[1],[3],[5],[7],[12],[13]
- Les Frères Balfa[14],[15]
- BeauSoleil[1],[2],[3],[5],[7],[16],[17]
- Michael Doucet[1],[7],[18]
- D. L. Menard[3],[5],[19]
- Pine Leaf Boys[5]
- Johnny Rebel[20]
- Belton Richard[7]
- Zachary Richard[1],[3],[5],[21]
- Ann Savoy[3],[17],[22]
- Marc Savoy[23]

## Musique contemporaine
- L'Angélus[24]
- Christine Balfa[3]
- Hunter Hayes[17]
- Doug Kershaw[25]
- Lost Bayou Ramblers[26]
- Crystal Plamondon[27]
- Jo-El Sonnier[28],[29]
- Jourdan Thibodeaux[30]
- Rufus Thibodeaux[31]
- Waylon Thibodeaux[32]
- Steve Riley and The Mamou Playboys[7]
- Wayne Toups[1],[2],[7],[21]